# Eugène Atget

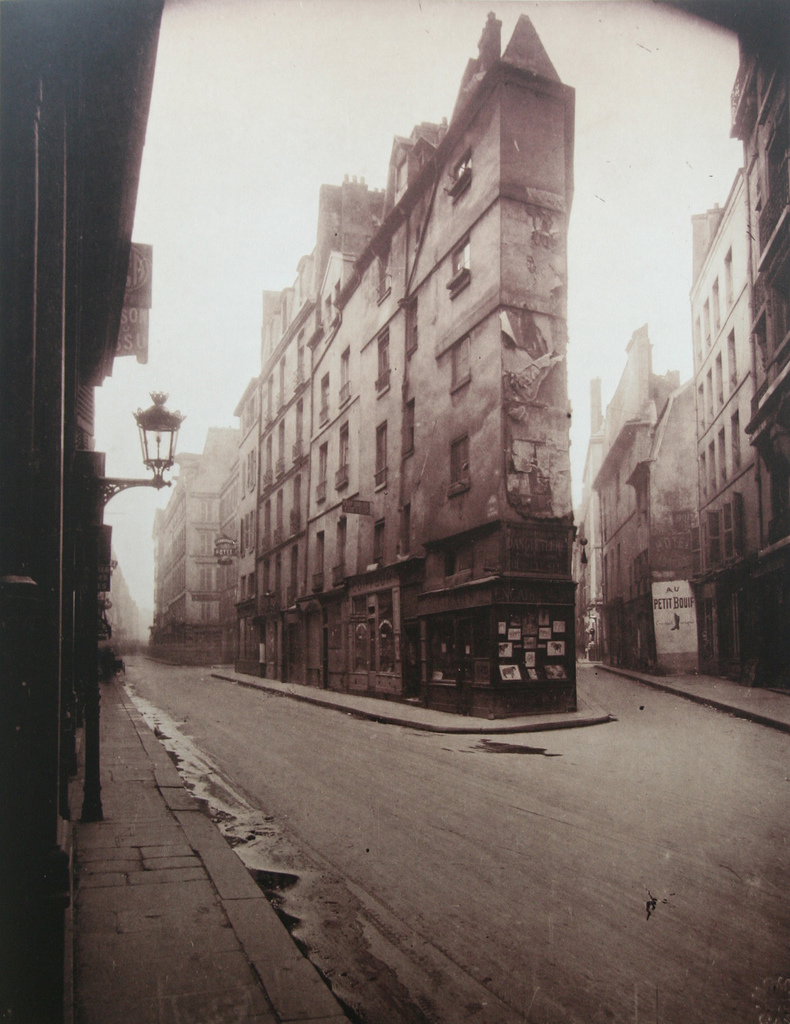
Parijse straat rond 1924.

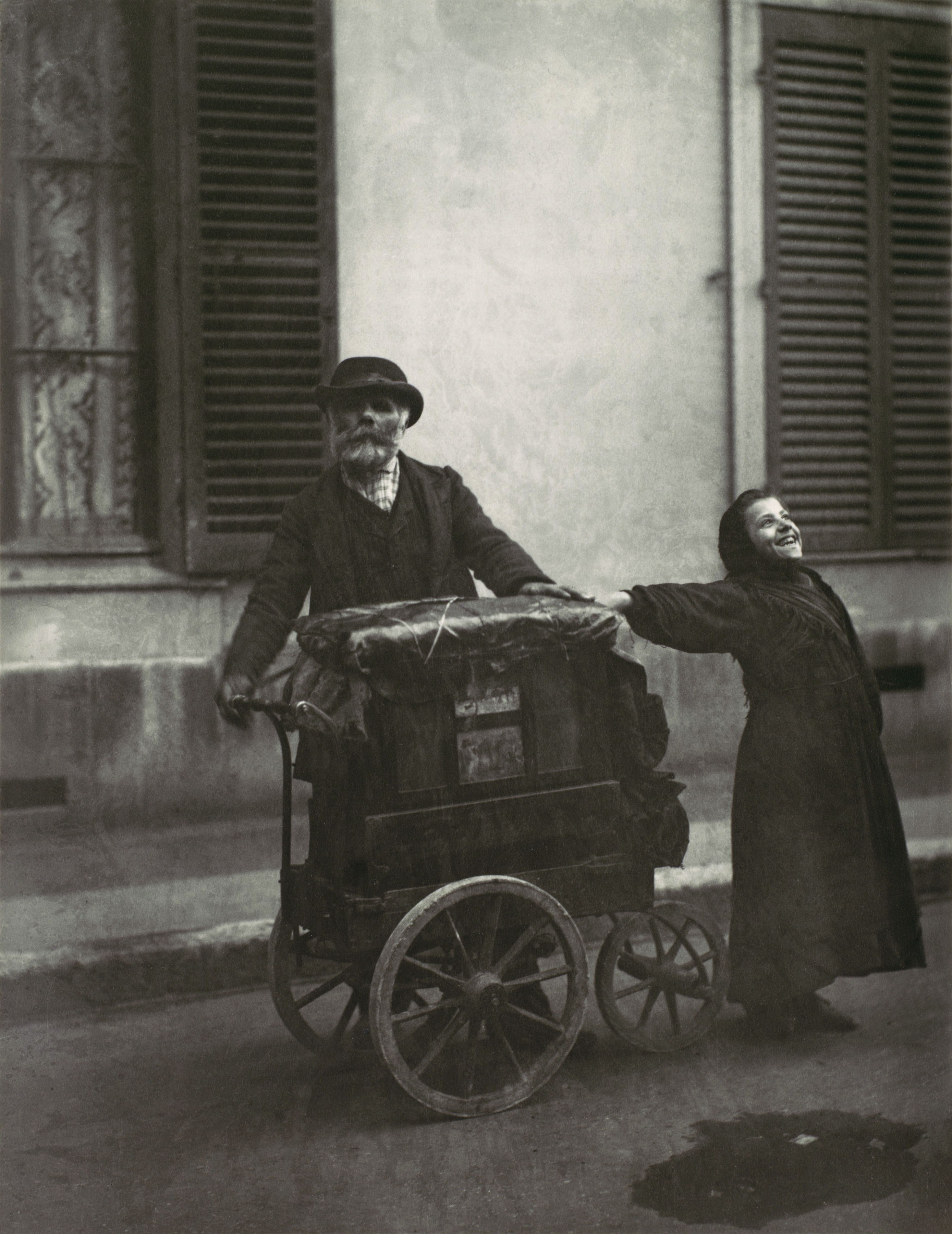
Straatmuzikant omstreeks 1898.

Eugène Atget (Libourne, 12 februari 1857 – Parijs, 4 augustus 1927) was een Frans fotograaf die bekend is van zijn foto's van het toenmalige Parijse straatleven en de architectuur. Zijn werk wordt hoog gewaardeerd in de wereld van de fotografie.
Pas rond zijn veertigste jaar begon Atget met fotograferen. Tot aan zijn dood bleef hij de veldcamera en het albuminepapier trouw. Kort voor zijn dood in 1927 leerde de assistente van Atgets buurman Man Ray, de later bekende Amerikaanse fotografe Berenice Abbott, hem kennen. Na zijn dood wist Abbott een deel van zijn werk te verkrijgen en te bewaren. Circa 5000 van Atgets foto's en glasnegatieven bevinden zich in de collectie van het Museum of Modern Art in New York.

## Werk in openbare collecties (selectie)
- Bibliothèque nationale de France, Parijs[1]
- Museum of Modern Art, New York

- Bibsys: 90356101
- Biblioteca Nacional de España: XX1458596
- Bibliothèque nationale de France: cb11889340k (data)
- CiNii: DA01940034
- Gemeinsame Normdatei: 118504835
- International Standard Name Identifier: 0000 0001 1034 3996
- Library of Congress Control Number: n79063196
- Nationale Bibliotheek van Letland: 000158581
- Bibliotheek van het Japanse parlement: 00431860
- National Gallery of Victoria: 2172
- Nationale Bibliotheek van Tsjechië: ola2002149986
- Nationale bibliotheek van Australië: 35225559
- Nationale Bibliotheek van Israël: 987007280417005171
- Nationale Bibliotheek van Polen: a0000001691720
- Nationale en Universitaire bibliotheek Zagreb: 000451706
- Nederlandse Thesaurus van Auteursnamen: 068511949
- PIC: 2212
- Réseau des bibliothèques de Suisse occidentale: 02-A002949492
- RKD-Nederlands Instituut voor Kunstgeschiedenis: 204380
- Istituto Centrale per il Catalogo Unico: CFIV004282
- LIBRIS: 296988
- SNAC: w6611jbh
- Système universitaire de documentation: 026693879
- Museum of New Zealand Te Papa Tongarewa: 43902
- Trove: 872591
- Union List of Artist Names: 500008199
- Virtual International Authority File: 6700
- WorldCat: E39PBJgd39drTKyJmc78jXqJDq